# Alfred Obaliński
Alfred Obaliński (ur. 15 listopada 1843 w Brzeżanach, zm. 18 lipca 1898) – polski profesor, lekarz chirurg.

## Życiorys
Urodził się w okolicach Lwowa, z pochodzenia był Ormianinem. Rozpoczął studia na Wydziale Lekarskim Uniwersytetu Jagiellońskiego. Wziął udział w powstaniu styczniowym, walczył w bitwie pod Miechowem. Następnie kontynuował naukę i w 1868 r. uzyskał stopień doktora medycyny, a w 1870 – doktora chirurgii i okulistyki. Był wówczas asystentem profesora Antoniego Bryka, który przekonał go do zajęcia się urologią. W 1870 r. został ordynatorem Szpitala św. Łazarza w Krakowie. W 1881 r. habilitował się na podstawie rozprawy „Doświadczalny przyczynek do przesączania krwi do jamy otrzewnowej”. W 1888 r. został profesorem nadzwyczajnym Uniwersytetu Jagiellońskiego. W 1897 r. objął funkcję kierownika Kliniki Chirurgicznej UJ.
Zajmował się głównie chirurgią plastyczną, ortopedią, chirurgią jamy brzusznej, urologią i chirurgią tarczycy. Wypracował własną metodę przeszczepiania skóry, operował wady wrodzone układu kostnego u dzieci. Jako pierwszy opracował stosowanie piłki Gigliego do kraniotomii (chirurgicznego otwarcia czaszki) w 1897 r.
Jako pierwszy zwrócił uwagę na objaw wzmożonych ruchów robaczkowych w pierwszej fazie niedrożności mechanicznej jelita.
Zajmował się chirurgią dróg moczowych, w której wprowadził własną metodę umocowania nerki. 
Jako pierwszy na ziemiach polskich zastosował rentgenografię do diagnostyki chirurgicznej. Wykorzystał zdjęcie rentgenowskie łokcia pacjenta po przebytym urazie, wykonane przez prof. Karola Olszewskiego w dniu 7 lutego 1896 roku w Zakładzie Chemicznym UJ (miesiąc po ukazaniu się informacji o odkryciu promieniowania rentgenowskiego przez Wilhelma Röntgena).
W 1896 r. jako pierwszy przeprowadził operację wycięcia żołądka i poprzecznicy. Był założycielem i prezesem Krakowskiego Ochotniczego Towarzystwa Ratunkowego.

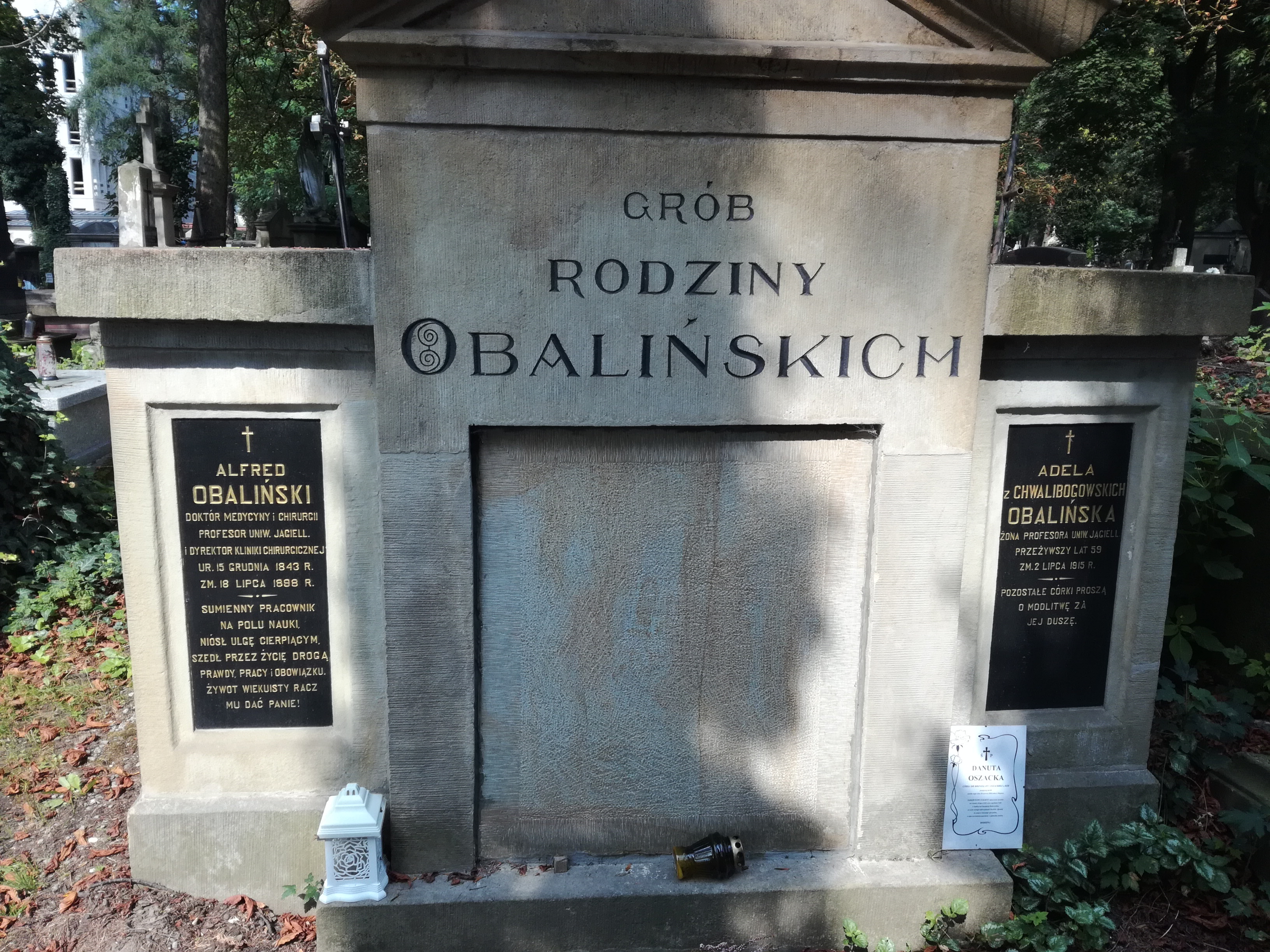
Grób prof. Alfreda Obalińskiego na cmentarzu Rakowickim

Został pochowany na cmentarzu Rakowickim w Krakowie (kwatera M, rząd wsch.).

## Upamiętnienie
17 lutego 1900 roku w Kościele św. Anny odsłonięto tablicę pamiątkową wykonaną przez prof. Dauna, którą umieszczono po lewej stronie ołtarza. Rama z marmuru pińczowskiego otacza popiersie z brązu. Na dole tablicy umieszczono napis " Alfred Obaliński, profesor Uniwersytetu Jagiellońskiego, urodzony 15 grudnia 1843 w Brzeżanach, zmarł 18 lipca 1898 r. w Krakowie. Ku wiecznej pamięci kamień ten położyli koledzy Tow. Lekarskiego krakowskiego i profesorowie Uniwersytetu Jagiellońskiego".